# Ryan Shannon
Ryan Patrick Shannon (Darien, 2 marzo 1983) è un ex hockeista su ghiaccio statunitense.

## Carriera

### Club
Shannon, dopo aver studiato presso la Taft School di Watertown, iniziò la propria carriera universitaria presso il Boston College nella stagione 2001–02. Nella stagione 2004-2005 Boston vinse il titolo della Hockey East, mentre Ryan Shannon fece parte per due campionati consecutivi dell'All-Star Team della lega.
Senza essere selezionato al Draft NHL Shannon fu ingaggiato da free agent dai Mighty Ducks of Anaheim nell'aprile del 2005. Nella stagione successiva giocò con la formazione affiliata ai Ducks in American Hockey League, i Portland Pirates, squadra con cui guadagnò la nomination all'All-Rookie Team e all'All-Star Classic. Concluse la stagione da rookie in AHL con 86 punti in 71 partite, secondo fra gli esordienti solo a Patrick O'Sullivan. Shannon contribuì con altri 22 punti in 19 partite nei playoff, dove Portland fu eliminata a Gara-7 nelle semifinali della Calder Cup.
Nella stagione 2006-2007 Shannon fece il suo debutto in NHL con gli Anaheim Ducks. La sua prima rete giunse il 23 ottobre 2006 nel derby contro i Los Angeles Kings. Concluse la stagione regolare con 11 punti raccolti in 53 partite, mentre nei successivi playoff e nelle finali disputò altre 11 partite, conquistando la prima Stanley Cup della carriera.
Il 23 giugno 2007 fu ceduto ai Vancouver Canucks in cambio di Jason King e una scelta nel Draft 2009. Dopo aver partecipato al camp estivo dei Canucks fu mandato presso i Manitoba Moose nella AHL; nel corso della stagione 2007-08 fu chiamato per giocare 27 partite con Vancouver, raccogliendo 13 punti. Il 2 settembre 2008 Shannon fu scambiato con il giocatore degli Ottawa Senators Lawrence Nycholat.
Shannon iniziò la stagione 2008-2009 con il farm-team dei Binghamton Senators, tuttavia quando l'allenatore di Binghamton Cory Clouston fu richiamato per ricoprire lo stesso incarico ad Ottawa egli scelse di portare con sé anche Shannon. In 182 partite disputate mise a segno 24 reti e fornì 39 assist. Il 7 luglio 2011 Shannon da unrestricted free agent firmò un contratto annuale con i Tampa Bay Lightning.
Il 22 maggio 2012 firmò un contratto triennale con la formazione svizzera dei ZSC Lions.
Il contratto fu poi prolungato fino al termine della stagione 2016-2017. Nel febbraio 2017, Shannon annunciò che si sarebbe ritirato al termine del contratto, per divenire allenatore della squadra della Taft School, che lui stesso aveva frequentato.

### Nazionale
Ryan Shannon esordì nella nazionale U20 nel mondiale del 2003, concluso dagli Stati Uniti al quarto posto finale. In 7 incontri fornì 2 assist.
Nel 2009 fece il suo esordio con la nazionale maggiore in occasione del mondiale giocato in Svizzera. Nelle 9 partite giocate fu autore di 3 reti. Ritornò con il team USA nel 2011 in Slovacchia, segnando una rete e fornendo 3 assist in 7 incontri disputati.

## Palmarès

### Club
- Stanley Cup: 1

Anaheim: 2006-2007
- Campionato svizzero: 1

ZSC Lions: 2013-2014
- Coppa Svizzera: 1

ZSC Lions: 2015-2016
- NCAA (Hockey East): 1

Boston College: 2004-2005

### Individuale
- AHL All-Rookie Team:1

2005-2006
- AHL All-Star Classic: 1

2006
- NCAA (Hockey East) First All-Star Team: 2

2003-2004, 2004-2005